# Furzi
El equipo Furzi, conocido posteriormente como Vibor y CBM Fasto, fue un equipo ciclista italiano, de ciclismo en ruta que compitió entre 1974 a 1979.

## Principales resultados
- Giro de Toscana: Tino Conti (1975)

### A las grandes vueltas
- Giro de Italia
  - 6 participaciones (1974, 1975, 1976, 1977, 1978, 1979)
  - 4 victorias de etapa:
    - 3 el 1977: Luciano Borgognoni (2), Renato Laghi
    - 1 el 1978: Wladimiro Panizza

  - 0 clasificación finales:
  - 1 clasificaciones secundarias:
    - Clasificación de los jóvenes: Roberto Visentini (1978)

- Tour de Francia
  - 0 participaciones

- Vuelta en España
  - 0 participaciones